# Euctenizidae
Euctenizidae Raven, 1985 è una famiglia di ragni appartenente all'infraordine Mygalomorphae.

## Etimologia
Il nome deriva dal prefisso greco εὖ-, cioè èu-, che significa buono, di pregio, e dalla famiglia Ctenizidae con cui condivide numerose caratteristiche.

## Caratteristiche
L'elevazione al rango di famiglia di questi 7 generi è dovuta a considerazioni e studi filogenetici e morfologici. Le analisi filogenetiche si sono sviluppate sui geni 18S e 28S dell'RNA messaggero e sulla proteina che codifica per il gene EF-1gamma, basilari per lo sviluppo delle caratteristiche morfologiche possedute.

## Distribuzione
Dei sette generi attualmente noti, ben 6 sono stati reperiti nell'America settentrionale (Stati Uniti) e nel Messico settentrionale. Il genere Homostola è diffuso in varie località della Repubblica Sudafricana.

## Tassonomia
A seguito di recenti lavori (Bond et al., 2012a e 2012b) i 7 generi che prima costituivano la sottofamiglia Euctenizinae Raven, 1985, della famiglia Cyrtaucheniidae Simon, 1892, sono stati assurti al rango di famiglia a sé.
Attualmente, a novembre 2020, si compone di 8 generi e 77 specie:
- Apomastus Bond & Opell, 2002 — USA
- Aptostichus Simon, 1891 — USA
- Cryptocteniza Bond & Hamilton, 2020 - USA
- Entychides Simon, 1888 — USA, Messico
- Eucteniza Ausserer, 1875 — USA, Messico
- Myrmekiaphila Atkinson, 1886 — USA
- Neoapachella Bond & Opell, 2002 — USA
- Promyrmekiaphila Schenkel, 1950 — USA